# Africepheia
Africepheia Miller, 2007 è un genere di ragni appartenente alla Famiglia Synaphridae.

## Etimologia
Il nome del genere è la contrazione di African Cepheia, ad indicarne le somiglianze, nell'ambito dei Synaphridae, con il genere Cepheia e la diffusione, per gli esemplari raccolti sinora, sul solo territorio africano.

## Caratteristiche
Sono ragni di dimensioni medio-grandi; per le caratteristiche più generiche vedi la voce della famiglia Synaphridae.

### Maschi
Si distinguono dagli altri sinafridi per la forma del paracymbium e la struttura del conduttore, strutture interne dei pedipalpi. Si differenzia dal genere simile Cepheia nell'avere il cefalotorace più lungo che largo di entrambi i sessi di questo genere. Inoltre anche la forma del cymbium è varie volte più lungo che largo in Cepheia.

### Femmine
Si differenziano dalle altre sinafridi per i dotti copulatori, strutture dell'epigino, che sono avvolti intorno a sé stessi una dozzina di volte in Africepheia: negli altri sinafridi non sono avvolti più di quattro volte. Inoltre le aperture stesse dei dotti sono in posizione antero-laterale negli Africepheia, ventrale o laterale nelle altre sinafridi.

## Distribuzione
Il genere è stato finora rinvenuto in alcune località della provincia malgascia di Antsiranana.

## Tassonomia
Questo genere è monotipico: la morfologia particolare dei pedipalpi e la limitatezza degli esemplari raccolti non ne consentono l'accorpamento con altri generi conosciuti.
Attualmente, a dicembre 2012, si compone di 1 specie:
- Africepheia madagascariensis Miller, 2007[3] - Madagascar